# Sonate K. 74
Pour les articles homonymes, voir K74.
La sonate K. 74 (F.34/L.94) en la majeur est une œuvre pour clavier du compositeur italien Domenico Scarlatti.

## Présentation
La sonate K. 74, en la majeur, est notée Allegro. C'est un capriccio comme la sonate K. 63. Si cette dernière est très chargée en cadences et accords, ici ce qui est remarquable est la fluidité du discours.

## Manuscrit
Le manuscrit unique est le numéro 38 du volume XIV (Ms. 9770) de Venise (1742), copié pour Maria Barbara.

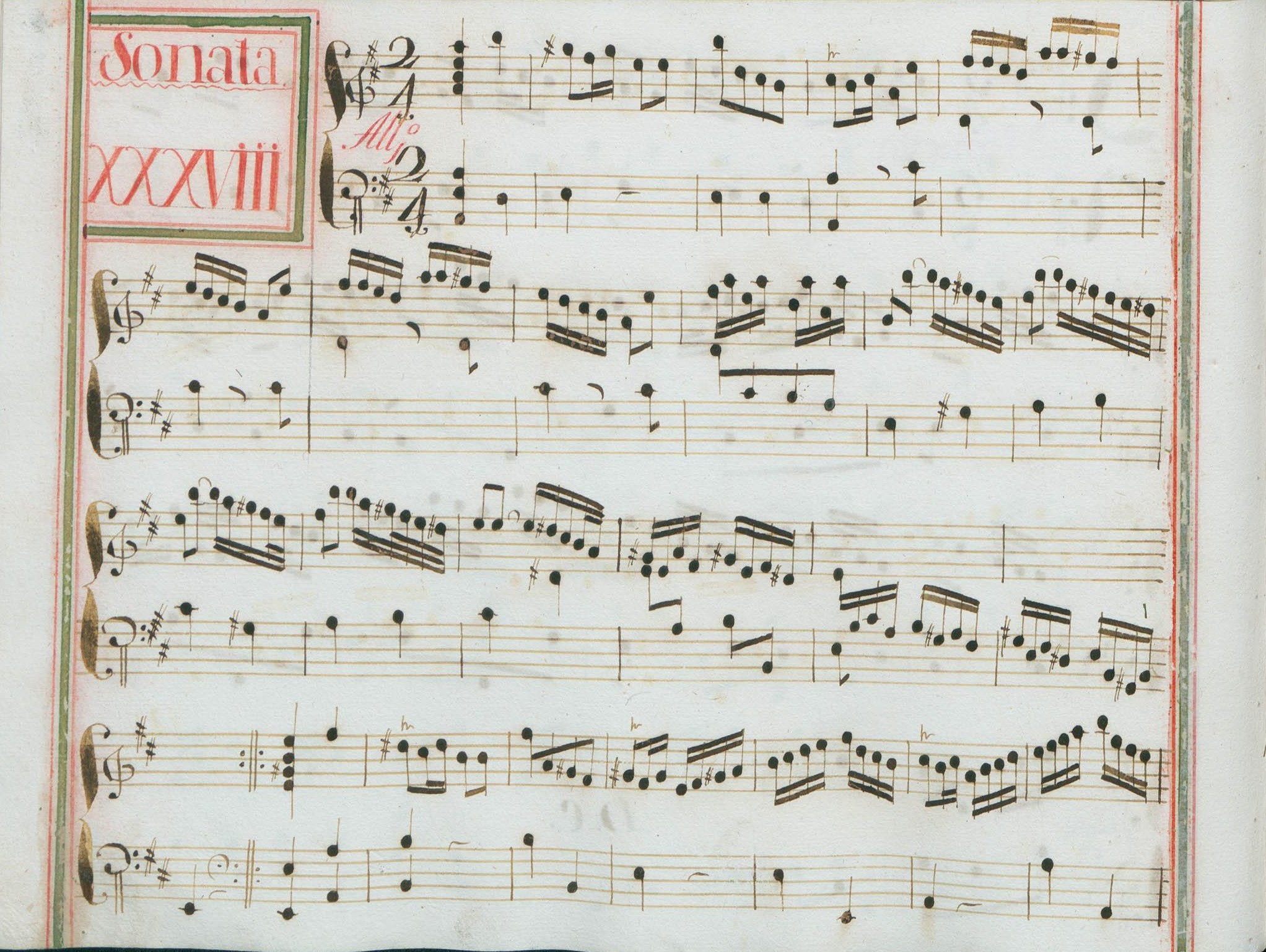
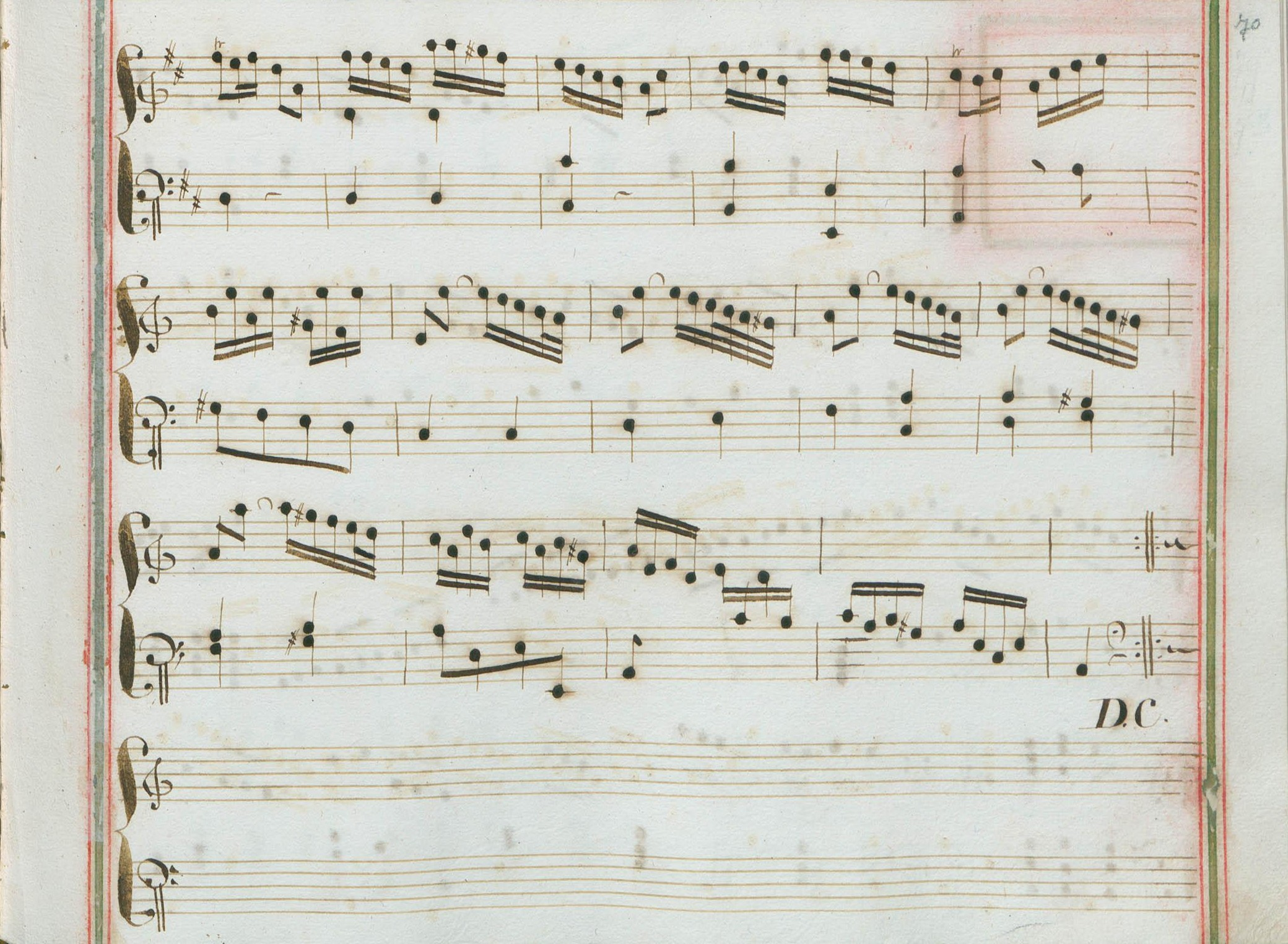

## Interprètes
La sonate K. 74 est défendue au piano, notamment par Colleen Lee (2007, Naxos, vol. 10), Carlo Grante (2012, Music & Arts, vol. 3) ; au clavecin par Scott Ross (1985, Erato), Pieter-Jan Belder (2001, Brilliant Classics, vol. 2), Francesco Cera (2002, Tactus, vol. 3), Richard Lester (2005, Nimbus, vol. 6).
Laura Alvini l'interprète au piano-forte (1998, Frame). Roberto Aussel (19 mars 2003 / 3 octobre 2004, Æon), Alberto Mesirca (2007, Paladino Music) et Aniello Desiderio (2019, Guitare Coop), l'interprètent à la guitare.

## Sources
: document utilisé comme source pour la rédaction de cet article.
- Ralph Kirkpatrick (trad. de l'anglais par Dennis Collins), Domenico Scarlatti, Paris, Lattès, coll. « Musique et Musiciens », 1982 (1re éd. 1953 (en)), 493 p. (ISBN 978-2-7096-0118-4, OCLC 954954205, BNF 34689181).
- Alain de Chambure, « Domenico Scarlatti, Intégrale des sonates — Scott Ross », Erato/Éditions Costallat (2564-62092-2 (livret : 2292-45309-2)), 1985 (OCLC 891183737) .